# Libro copiador de Colón
Se llama Libro copiador de Colón a un manuscrito que contiene la transcripción de nueve cartas aparentemente enviadas por Cristóbal Colón a los Reyes Católicos y que apareció en 1985 en Tarragona (España). Por la forma de la letra se ha estimado que el libro podría datar del último tercio del siglo XVI. La mayoría de los nueve documentos son "cartas-relaciones" que narran los sucesos de los diferentes viajes de descubrimiento de Colón a las Indias; siete eran desconocidos anteriormente y los otros dos contienen un texto diferente del que ya se conocía en las cartas de Colón sobre el descubrimiento a Santángel y Sánchez. 
No existe unanimidad sobre si el contenido del Libro copiador es obra de Colón pero la mayoría de los historiadores aceptan su autenticidad.
Si se confirmase como auténtico, el hallazgo del Libro copiador constituiría el descubrimiento de documentos relativos a los viajes de Colón más importante del siglo XX.

## Hallazgo y publicación

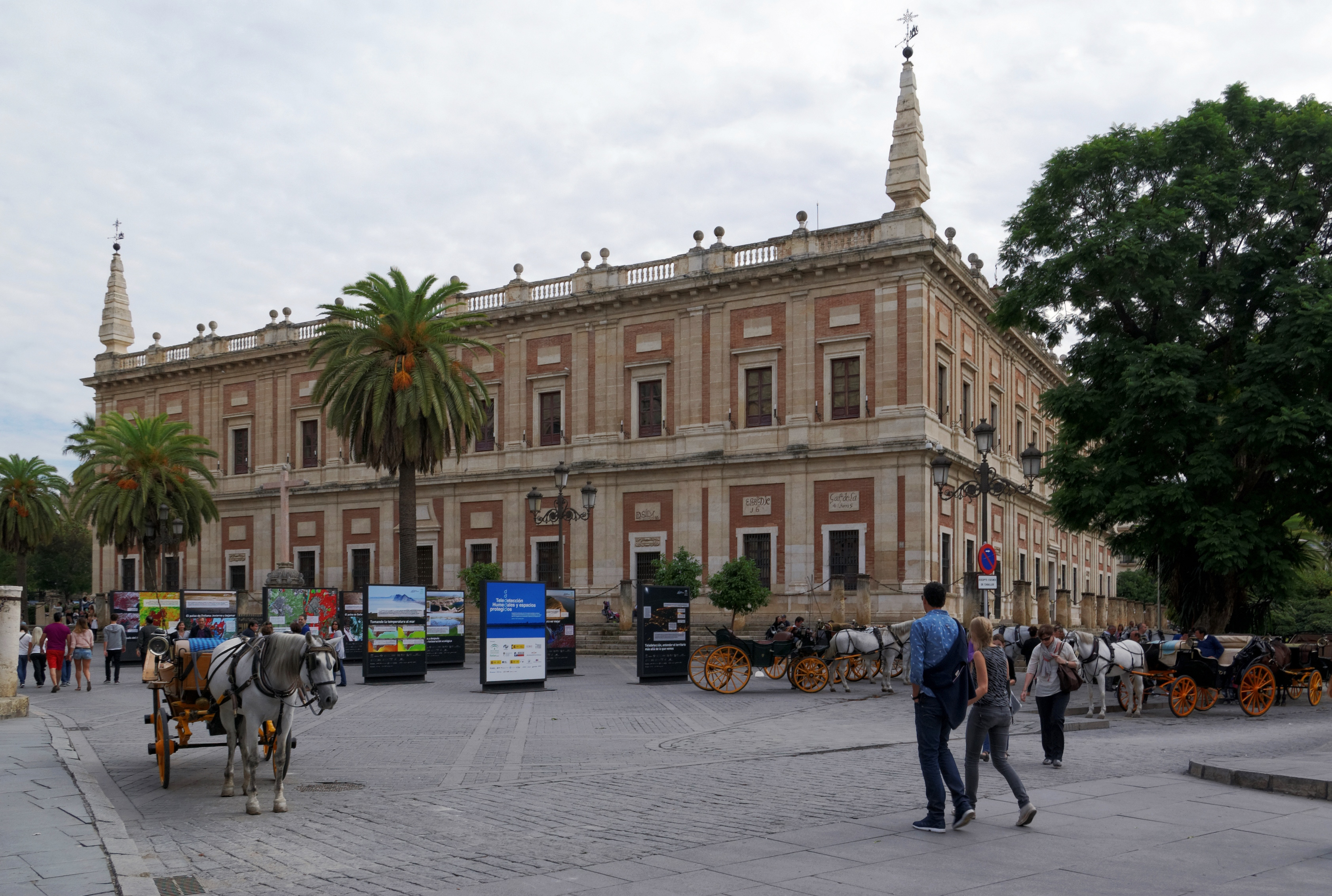
El Libro copiador de Colón se encuentra depositado en el Archivo General de Indias de Sevilla.

En 1985 un librero de Tarragona llamado José del Río, propietario de la librería anticuaria "Catedral", informó que había llegado a sus manos este manuscrito, sin especificar su origen. Más tarde afirmó que lo había encontrado en un fondo procedente de una familia de Mallorca.
En diciembre de 1985 Mercedes Dexeus, directora del Centro del Tesoro Bibliográfico y Documental español, invitó a los catedráticos Juan Gil y Consuelo Varela a inspeccionar el hallazgo. Estos historiadores dictaminaron su autenticidad, por lo que el Estado español lo compró en 1987 y lo depositó en el Archivo General de Indias de Sevilla en marzo de 1988.
El Libro copiador fue publicado en facsímil en 1989, en una edición común entre el Ministerio de Cultura, el patronato del Quinto Centenario y la editorial Testimonio. La tirada se limitó a 980 ejemplares, numerados y certificados ante notario. Además se imprimieron 42 ejemplares destinados a los 21 países de la comunidad hispanoamericana y 75 para uso no comercial. Se encargó de dirigir la publicación el historiador Antonio Rumeu de Armas, que también redactó dos volúmenes complementarios de transcripciones y comentarios. Rumeu transcribió los documentos conservando la mayor parte de la ortografía original pero añadiendo letras mayúsculas y acentos acordes con el castellano moderno y modificando la puntuación. Juan Gil criticó duramente esta edición por estar plagada de errores y ello le motivó a publicar su propia transcripción en 1992.

[se ha perdido] por incuria no sé de quién, al ángulo superior derecho de las páginas 63-72, roto que, aunque ya desgajado, se conservaba todavía en las fotocopias que pusieron a nuestra disposición. (...) Es lástima que la edición príncipe de las nuevas cartas colombinas no haga honor a la ciencia y sabiduría acreditada del ilustre historiador, que preparó a lo que parece el texto aprisa y corriendo, sin tratar de calar su verdadero significado ni de solucionar los problemas que plantea. A veces este apresuramiento hace que Rumeu entienda lo contrario de lo que dice el original.
Juan Gil, Cristóbal Colón. Textos y documentos completos, pág.76-79

## Contenido

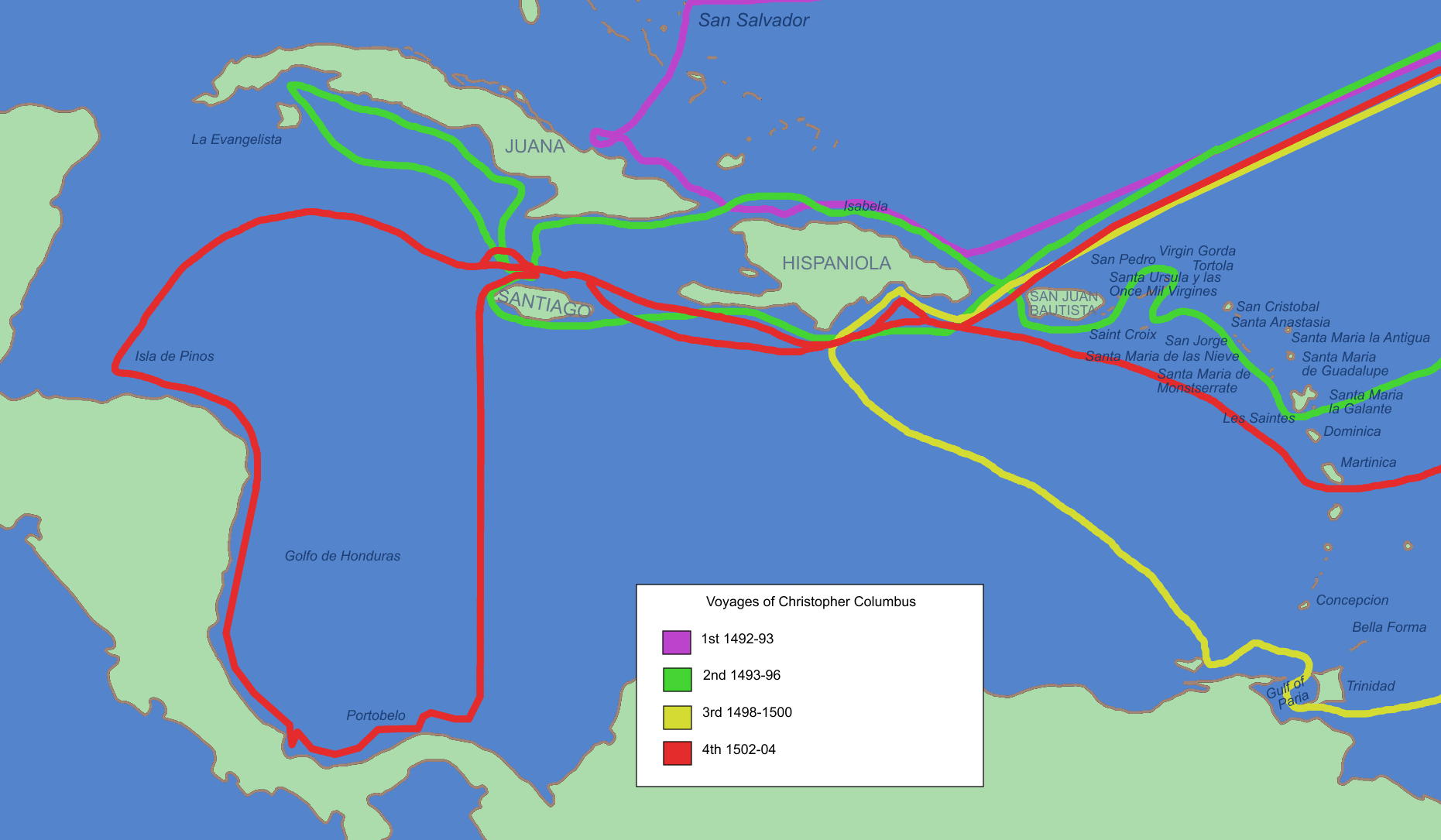
Mapa del Mar Caribe con posibles itinerarios de los viajes de Colón.

El Libro copiador de Colón consta de 38 folios, de dimensiones 230 x 330 mm y escritos por ambos lados. Contiene las transcripciones de nueve documentos aparentemente escritos por Cristóbal Colón entre 1493 y 1503 y dirigidos todos a los Reyes: una 'carta-relación' sobre el Primer Viaje de Colón a las Indias y cuatro sobre el segundo, todas previamente desconocidas; dos cartas personales breves de 1500, también inéditas; y otras dos cartas-relaciones, relativas a los viajes tercero y cuarto, que ya se conocían pero bajo formas diferentes de las que aparecen en el Libro copiador.
En el manuscrito las cartas están copiadas una detrás de otra, en orden cronológico y sin ningún título particular. El papel del libro y la caligrafía indican que el libro debió escribirse en la segunda mitad del siglo XVI.

### Documento 1
Carta fechada «en la mar de España» a 4 de marzo de 1493 que relata el primer viaje de Colón. Se trata de un texto estructurado de forma clara y coherente, lo que implica que no fue redactado precipitadamente. Su contenido es en parte similar al de las cartas anunciando el descubrimiento de las Indias, impresas y difundidas por toda Europa en 1493, si bien también presenta diferencias importantes. A pesar de ser más larga en unas 300 palabras, esta carta a los reyes da menos detalles sobre las tierras descubiertas y sus habitantes, callando por ejemplo el nombre indígena de la primera isla descubierta («Guanaham» o «Guanahanyn» en las cartas impresas en 1493) o informaciones sobre las canoas, la dieta y la estructura social de los indios. Además, omite puntos problemáticos de las cartas previamente conocidas, que han ocasionado quebraderos de cabeza a los historiadores, como la latitud de la Española, que sí dan las cartas impresas, pero con un valor aparentemente erróneo, o la mención de las islas Canarias en el viaje de vuelta. Por otra parte, el tono de esta carta es mucho más mesiánico que el de las cartas impresas, con frecuentes alusiones a la intervención divina, y afirmando que el objetivo de la empresa era obtener riquezas para financiar la conquista de Jerusalén. También incluye una solicitud de Colón a los monarcas para que le pidan al papa que nombre cardenal a su hijo (no especifica a cuál de ellos).

### Documento 2
Carta-relación acerca de los primeros meses del segundo viaje. No tiene fecha, pero Rumeu de Armas estima que debió de ser escrita en enero de 1494. Incluye la primera mención conocida de muertes por viruela entre los indios que Colón había traído a Europa y que regresaron con los descubridores a las Antillas. También explica cómo fue exterminada la guarnición dejada por Colón en la Española en el primer viaje, pero esta versión se considera menos creíble que la de otras fuentes ya conocidas, como la carta del doctor Chanca. Por otra parte, describe un mapa en proyección cilíndrica equidistante que Colón habría dibujado para representar las tierras descubiertas en «este viaje y el otro» y que adjunta con la carta.

### Documento 3
Carta-relación de la exploración por vía terrestre a Cibao durante el segundo viaje. No tiene fecha, calculando Rumeu de Armas que debió de ser escrita el 20 de abril de 1494. El texto coincide en gran parte con la crónica de Andrés Bernáldez.

### Documento 4
Carta-relación sobre la exploración de las islas Española, Cuba y Jamaica en el segundo viaje. Está fechada en la ciudad de Isabela a 26 de febrero de 1494, pero debe de tratarse de una errata ya que la carta narra sucesos de septiembre de 1494, por lo que posiblemente date de febrero de 1495. Al igual que el documento anterior, esta carta contiene pasajes que coinciden con la crónica de Bernáldez.

### Documento 5
Cuarta carta-relación relativa al segundo viaje, dedicada a la exploración terrestre de la isla Española. Fechada en «la vega de La Maguana» a 15 de octubre de 1495. Entre otras cosas, Colón se queja del mal comportamiento de sus hombres y solicita a los reyes que envíen misioneros a la Española. También justifica el haber enviado un cargamento de indios esclavizados a Castilla porque no eran cristianos, y detalla las mejores maneras de explotar su trabajo.

### Documento 6
Carta-relación del tercer viaje. Sin fecha, Rumeu de Armas afirma que Colón la redactó en Santo Domingo en septiembre de 1498. Se conocía ya una Relación del Tercer Viaje de Colón por una copia transcrita por Bartolomé de las Casas y otra incluida en su Historia de las Indias. Sin embargo, el texto hallado en el Libro copiador presenta bastantes diferencias. Por ejemplo, al final de algunos párrafos el Libro añade frases que no aparecen en la versión de Las Casas, a menudo copiadas de libros que se sabe leyó Colón como por ejemplo el Ymago mundi.

### Documento 7
Breve carta fechada «en la ysla Española, olin Ofir», a 3 de febrero de 1500, con posdata de 20 de noviembre. Según el texto, esta nota acompañaba a una copia de su carta de 1493 sobre el primer viaje (documento n.º 1 de este Libro copiador), que Colón volvía a enviar a los reyes como recordatorio, ahora que estaba cayendo en desgracia.

### Documento 8
Carta también fechada «en la ysla Española, olin Ofir vel friti» el mismo día que la anterior (3 de febrero de 1500). Colón comunica a los reyes su inquietud porque parece que no les han llegado algunas de las cartas que les envió, menciona que fray Juan Pérez ha muerto y reclama a los reyes que le concedan las mercedes que le habían prometido.

### Documento 9
Carta escrita desde Jamaica («Janahica» en el texto) el 7 de julio de 1503 relatando el cuarto viaje. Se conocían previamente dos versiones de este documento, una en castellano llamada Manuscrito de Salamanca y otra en italiano, apodada la «Lettera Rarissima», pero el texto recogido en el Libro copiador presenta diferencias sustanciales respecto a ellas.

## Importancia
La carta del Libro copiador está estructurada de forma clara y coherente, lo que implica que no fue redactada precipitadamente. En comparación con la carta de Colón sobre el descubrimiento a Santángel muestra muchas similitudes pero también diferencias obvias. A pesar de ser más larga en unas 300 palabras, da menos detalles sobre las canoas, la dieta y la estructura social de los indios. Incluye peticiones de favores a los Reyes, por ejemplo un título de cardenal para uno de sus hijos, que no aparecen, lógicamente, en las cartas de Colón sobre el descubrimiento a Santángel y Sánchez. Por otra parte, su tono es mucho más mesiánico, con frecuentes alusiones a la intervención divina y afirmando que el objetivo del Descubrimiento era ganar riquezas para financiar la conquista de Jerusalén.
Esta carta está fechada «en la mar de España» a 4 de marzo de 1493, sin ninguna mención ni a Canarias ni a Lisboa, por lo cual no contradice al  Diario de a bordo de Colón, manuscrito de autor desconocido y atribuido generalmente a Bartolomé de las Casas, que es la fuente más conocida sobre el primer viaje de Colón.
Según Rumeu, tanto la carta del Libro copiador como las de Santángel y de Sánchez fueron escritas personalmente por Colón y son coherentes entre sí. Sin embargo, el texto de esta "carta a los Reyes" presenta diferencias sustanciales con las otras dos, las cuales tampoco es seguro que sean de la mano de Colón. Por otro lado, algunos historiadores consideran que la autenticidad del Libro Copiador no ha sido demostrada.
Existe diversidad de opiniones sobre si el contenido del Libro copiador se puede considerar palabras textuales de Cristóbal Colón. La mayoría de los historiadores lo aceptaron como auténtico cuando apareció, basándose en la reputación de las personas que lo estudiaron inicialmente. Luis Arranz expresó su sospecha de que la carta de 1493 puede contener "algunas interpolaciones". Por su parte, David Henige afirmó que es imposible asegurar plenamente la autenticidad de un documento del siglo XVI. Más recientemente, el historiador Felipe Fernández-Armesto se ha declarado claramente escéptico sobre la autoría del Libro copiador, insinuando que se trata de un fraude:

Este documento, que se afirma es una copia del siglo XVIII de unos escritos inéditos de Colón, apareció, sin que se publicase su procedencia ni su historia, en manos de un librero justo a tiempo para ser vendido por un precio elevado durante la excitación previa al V Centenario. Aunque los estudiosos le dieron la bienvenida, sus inconsistencias con otros materiales cuya autenticidad es más segura hacen de él un documento altamente sospechoso.
Felipe Fernández-Armesto (2007)

Los relatos de Hernando Colón y Bartolomé de las Casas sobre los viajes del Almirante presentan coincidencias con algunos de los documentos recogidos en el Libro copiador, lo que implica que, si efectivamente Colón escribió estas cartas-relaciones, ambos biógrafos debieron tener acceso a ellas en su época.
El Libro no solo aporta datos nuevos sobre los viajes del Almirante sino que, repartidos entre los documentos, contiene indicios diversos sobre otros aspectos de su vida, como por ejemplo su familia y sus teorías geográficas. De ser auténtico, el hallazgo del Libro copiador habría constituido el descubrimiento de documentos relativos a Colón más importante del siglo XX.